# Franz Nachbaur
Pour les articles homonymes, voir Nachbaur.
Répertoire
Les maîtres chanteurs de Nuremberg (R.Wagner)
 L'or du Rhin (R.Wagner)
Franz (Ignaz) Nachbaur (Schloss Giessen, aujourd'hui Kressbronn am Bodensee, royaume de Wurtemberg, le 25 mars 1835, ou 1830– Munich, le 21 mars 1902,,) est un célèbre ténor allemand d'opéra et un des meilleurs interprètes des opéras de Wagner.

## Biographie
Entré à 13 ans à l'école polytechnique de Stuttgart pour 5 ans, c'est lors de ses études qu'il prend des cours de chant avec le célèbre baryton Jan Křtitel Píšek à Stuttgart et à la fin de sa formation commence comme choriste à Bâle. Soutenu financièrement par un banquier Alphons Passavant, qu'il a rencontré lors d'une tournée de sa compagnie artistique, il étudie avec Giovanni Battista Lamperti à Milan pendant 2 ans.  Il fait ses débuts sur la scène à Passau en 1857. Il chante ensuite à Bâle (1857), Meiningen (1859), Hanovre (1859-60). En 1860, il est engagé à Prague et c'est là qu'il se marie en 1863 avec Maria Paulina Lödl chanteuse lyrique avec laquelle il a 4 enfants (dont Franz Nachbaur junior 1873-1926 qui devient acteur). Dès son apparition au théâtre de Mannheim, il est reconnu comme un artiste de premier plan. Il entre dès 1866, dans la compagnie de l'opéra de Munich où il chante dans Alessandro Stradella et signe là en 1869 un contrat de 10 ans avec le théâtre de Munich (aux appointements de 8 000 florins annuels, plus la garantie des feux et une pension à la fin du contrat), où il est actif jusqu'à sa retraite en 1890. En 1869, il est payé 1 200 florins pour 2 représentations des Maîtres chanteurs à Carlsruhe.
 Chanteur favori du roi Louis II de Bavière, celui-ci le faisait venir pour chanter, pour lui seul, Lohengrin dans la fameuse grotte bleue du Château de Linderhof au milieu du lac, revêtu de l'armure en argent qu'il lui avait offerte. Il fait ses débuts à Londres en 1882 dans le rôle d'Euryanthe. Il a également chanté avec un grand succès pendant quelques saisons en Italie, en interprétant tout spécialement des opéras wagnériens. Il chante pour la dernière fois à Munich le 13 octobre 1890 dans Chapelou du Postillon de Longjumeau. C'était la mille et unième fois qu'il chantait dans ce théâtre. Il est décédé à Munich en 1902.

## Rôles qu'il a créés
- Walther von Stolzing dans Die Meistersinger von Nürnberg de Wagner le 21 juin 1868 à Munich[14]. Il remplace Bachmann jugé insuffisant pour tenir le rôle[15].
- Froh dans Das Rheingold de Wagner le 22 septembre 1869 à Munich.